# Pınarlı, Bozdoğan
Pınarlı là một xã thuộc huyện Bozdoğan, tỉnh Aydın, Thổ Nhĩ Kỳ. Dân số thời điểm năm 2010 là 591 người.